# جکی بریگز
جکی بریگز (انگلیسی: Jackie Briggs; ۲۷ اکتبر ۱۹۲۴ – ۱ ژانویهٔ ۱۹۹۲) بازیکن فوتبال اهل بریتانیا بود.
از باشگاه‌هایی که در آن بازی کرده‌است می‌توان به باشگاه فوتبال گیلینگام اشاره کرد.